# Aalstermolen
De Aalstermolen is een ronde stenen molen uit 1904 in Aalst (gemeente Waalre), in de Nederlandse provincie Noord-Brabant. Sinds 1968 is het een Rijksmonument.
Het is een beltmolen die in gebruik is geweest als korenmolen en ook wel voor veevoer. De boeren hoefden daardoor niet meer naar de Genneper Watermolen te gaan, wat een moeizaam transport over een zandweg betekende.
In het bezit van een particulier, werd de molen in 1934 verkocht aan een investeringsmaatschappij in onroerend goed. In 1936 brandde de molen uit, maar werd onmiddellijk herbouwd onder leiding van Chr. van Bussel. De roeden, de as en het kruiwerk waren afkomstig van de gesloopte Molen van Boom te Maasniel.

Het Eindhovensch Dagblad was in 1937 juichend:
De molen te Aalst is wel heel modern met zijn van de motorische malerijen afgesnoepte verbeteringen, zijn stalen koning, ijzeren steunbalken en spoorwiel, zijn elevator, de ligging van de maalstoelen in den vloer van den maalzolder, en een mengmachine. Alles is licht en ruim in dezen beltmolen. Eén man kan het geheele werktuig bedienen! De efficiency is in dezen molen wel zoo hoog mogelijk opgevoerd. Elk deel wordt door windkracht aangedreven.
Vaak wordt verondersteld dat de Aalstermolen de eerste met het stroomlijnsysteem-Van Bussel was, maar het was iets eerder toegepast op de beltkorenmolen in Budel, de latere Zeldenrust. Aspecten van het systeem waren bovendien al eerder uitgeprobeerd. In 1986 werd dit systeem vervangen door het Oudhollands wiekenkruis, wat niet de originele situatie was. In 1955 kwam de molen weer in particulier bezit. De nieuwe eigenaar was de molenaarsfamilie Van Stekelenburg. Het duurde echter niet lang of de molen werd buiten bedrijf gesteld waarop het verval intrad. In 1986 werd de molen gerestaureerd, maar in 2001 werd ze opnieuw buiten werking gesteld.
In 2017 werd de molen met subsidie van het Rijk en de provincie Noord-Brabant weer draaivaardig gemaakt, waarbij het Van Bussels-systeem weer aangebracht werd.
Op 12 december 2017 overleed eigenaar Ferdi van Stekelenburg. Deze molenaarsfamilie (ook zijn vader) heeft lang de molen in beheer gehad. In 2018 zijn winkel, woonhuis, molen en tuin van eigenaar veranderd.